# Salemkyrkan i Habo
Salemkyrkan i Habo är en kyrkobyggnad i Habo i Sverige. Den tillhör EFK. Nuvarande kyrkobyggnad invigdes 31 maj 1991.

### Fotnoter
1. ↑  ”Församlingar inom KSSB”. Kristen samverkan Småland-Blekinge. Arkiverad från originalet den 26 juni 2016. https://web.archive.org/web/20160626005422/http://www.kssb.se/om-oss/vara-forsamlingar. Läst 15 augusti 2014.
2. ↑  ”20-årsjubileum”. Salemkyrkan i Habo. maj-juni 2011. Arkiverad från originalet den 19 augusti 2014. https://web.archive.org/web/20140819090329/http://www.salemkyrkanhabo.se/PDF/sb11maj_juni.pdf. Läst 15 augusti 2014.